# せっかち伯爵と時間どろぼう
『せっかち伯爵と時間どろぼう』（せっかちはくしゃくとじかんどろぼう）は、久米田康治による日本の漫画作品。『週刊少年マガジン』（講談社）にて、2013年49号から2015年6号まで連載。

## 概要
前作『さよなら絶望先生』の連載終了後に開始された漫画作品。新連載のタイトル以外にほとんど情報がないまま週刊少年マガジン2013年48号の予告ページにおいて初めて主要登場人物のイラスト付きで新連載開始の告知がなされた。49号では、久米田作品で初となる巻頭カラーで連載がスタートした。
今作においても久米田の得意ジャンルである世相を風刺したネタや時事ネタを織り交ぜたブラックコメディな作風は勿論のこと、タイトルの通りタイムトラベルを主軸にした1話完結の作品である。また、『マガジン』同誌で連載中の赤松健の漫画作品『UQ HOLDER!』などの他の作者の作品のパロディ的なネタも随時盛り込まれており、ロー・ファンタジーの要素も取り込まれている。また、『絶望先生』にはあまり見られなかった下ネタが今作ではかなり見られ、この点では作者の過去作品の『かってに改蔵』の序盤や『行け!!南国アイスホッケー部』などの下ネタを主体とした作風からの一種の原点回帰ともいえる。

## あらすじ
驚くほどマイペースで面倒くさがりな男子高校生「時只卓」とその幼馴染「夕仏真心」は、サンジェルマン伯爵と名乗る紳士とその妹に出会う。人類よりも上位の存在（上人類）である彼らは、あらゆる時代にタイムスリップが可能なかわりに1年間しか生きられないために、非常にせっかちな種族だった。

## 登場人物
上人類（4次元種）
人類よりもさらに上の次元の種族で別名4次元種。足の裏にデフォルト設定の名前が書かれた状態で誕生し、男性はクラウンが縦に長い帽子、女性はツバの広い帽子が特徴。人間の60倍の速さの時間感覚をもっており、超高速での移動が可能なため肉眼では捉えることはできない。あらゆる時代に移動する時間移動能力をもっているが、寿命は人間の時間単位で約1年と非常に短い。人間界でおこる超常現象は上人類の仕業であることが多いという。

### メインキャラクター
第一話のキャラ紹介時の番号順に準ずる。
時只 卓（ときただ すぐる）
本作の主人公。非常にマイペースな高校1年生であり、どんなことが起きようと動揺をみせない。久大津市風嵐区美浦という海に面した街に住んでいる。
サンジェルマン伯爵には、一方的に「時間どろぼう」と呼ばれている。心臓に病を抱えた妹（後述）がおり、妹の看病のため学校にいくのは10日に1日のみで、妹からには5日に1日行くように言われてる。学校では（何故か）生徒会長を務めているが、不登校のため登校した日には様々な用件を抱えた生徒で数時間もの大行列ができる。
夕仏 真心（ゆぶつ まごころ）
卓の幼なじみの女子高校生で卓とは同じクラス。卓らには「マゴ」と呼ばれている。名前がタイムマシンと読めることから、本気でタイムマシン製作を自宅ガレージで行っている。卓に対してすくなからず好意を抱いてるようだが、時只ミチルからは卓の後妻扱いを受けている。
主要人物の中ではかなり常識人であるが、「デスメタルが音楽の趣味で血生臭さを求める」「拷問に興奮する」「暴走すると鈍器で殴って気絶させる」等、猟奇的な側面が強い。
ミチル / 時只 ミチル（ときただ ミチル）
サンジェルマン伯爵の妹。自身（上人類）の価値観を超えた無駄な時間の使い方をしている卓に一目惚れし、求婚した。その際に、4次元種から3次元種へ次元降下（堕センション）することで、時間移動することができなくなった。
元々上人類界での名前があったが次元降下したことで使うことは出来ないため、見知らぬ女性が「ミッシェルって感じ」とつけた「ミチル」からとって、「時只 ミチル」と名乗っている。
現在は、卓と同じクラスに編入している。
サンジェルマン伯爵
長い帽子の上人類の紳士。非常にせっかちで少しでも何か時間のかかる場面になるとタイムスリップを使うほど。
妹がおり、とある事情から時只卓のことを「時間どろぼう」と呼び目の敵にしている。卓の住む街から全ての時間の無駄をなくすために現代の久大津市風嵐区美浦に留まることになった。
人類よりもヒエラルキーが上の上人類であることから卓たちに対して偉そうにしているが、実際は能力的に上人類の底辺であり度々他の上人類に泣かされている。

### その他のキャラクター

#### その他の上人類
ホムンクルス
サンジェルマン伯爵に何世紀も仕える従者。時間移動能力は持っておらず、時間感覚も人類と同じである。名前は持たず、卓らには「ホムン君」と呼ばれている。
ホムンクルスは繁殖防止の為に同性しか好きにならないように製造されているが、バグで異性を好きになる場合もある。急場凌ぎのため、ことあるごとに卓とキスをしている。偶然出会った歩には髪型が八二分けだからと「ハニ太郎」と名付けられており、仕事をさぼって彼女に対してストーカー行為を働くようになる。
麻姫（あさひめ） / 贋地谷 しほれ（がんじや しほれ）
真心が無くした雛人形の代わりとして卓が拾ってきた人形に化けていた上人類。吊り目で垂髪の女性。
ホムンクルス曰く彼女を乾燥させるとタイホされてしまうらしく、その上で精神的な意味も含め「火がつく」と、吸った者をハイにする煙を全身から出す。
乾燥を防ぐために用意されたサウナでBLに目覚め、腐女子と化す。4次元種にとっての同人誌である「同人形」にその昂りを表現したところ、「女子にとってBLは禁断の果実」と指摘され次元降下。 その後を「贋地谷 しほれ」を名乗り、卓たちのクラスに転校してきた。
黒奥様 / クロックマダム
上人類の人妻にして、サンジェルマン伯爵の不倫相手。夫がどの時代に行ったのかわからず、共有する時間がなくなった時間未亡人。
葦姫（あしひめ） / あしだ なま
葦由来の上人類。人類の世界では天才子役「あしだ なま」として、名を上げている童女。麻姫とは旧知の仲。
嘘泣きをして他人を引っ掛ける、同業の子役を蹴落とそうとするなど、人類・上人類を問わず他者を馬鹿にする生意気で腹黒い性格。

#### その他の人物
時只 歩（ときただ あゆむ）
卓の妹。心臓に病を抱え、病院で療養生活を送っている。スケッチが趣味。偶然出会ったホムンクルス（ハニ太郎）から好意を寄せられるようになる。
屋良 かすみ（やら かすみ）
卓と真心の同級生。実は腐女子。
小手川（こてがわ）
浅黒い肌をした男で、普段は全裸に腰巻きに様々な種類の異常に長いコテカを装着した格好をしている。
卓と同じ高校の生徒であり、学校では制服を着用しコテカは弓袋のようなものに入れている。コテカ部という部活に卓を勧誘している。
おばさん
虎の顔がプリントされた服にケープを羽織っている。見た目は恰幅の良い中年女性であるが、戸籍上は28歳である。
サンジェルマン伯爵の屋敷をパン屋と勘違いするのがお約束となっている。

## 単行本
単行本の表紙カバーは、エンボス加工がなされている。また、コストの関係上、二色刷りとなっているが巻ごとに色は異なる。表表紙と裏表紙を飾るキャラは巻ごとに異なり、裏表紙にはそのキャラに関係した物語のあらすじがある。
なお、雑誌掲載時と単行本掲載時に差異があり、コマ・背景・誤植などの修正や加筆のほか、以下の違いがある。
- 各話の始めに影絵調の扉絵がつく。ただし、今作は一話完結を基本としているものの話同士に繋がりがある場合も多くそのような時には扉絵が省略されることが多い。また、扉絵の形や挿入位置も一定しない事がある。雑誌掲載時からついていることもある。
- 各話の終わりに追加エピソードがつく。扉絵と同様に省略される場合がある。3巻以降には掲載されず。
- 巻末におまけ漫画がつく。2巻以降から掲載[3]。

### コンテンツ
さよなら絶望先生と同様に単行本では本編以外のコンテンツが充実していることも特徴である。
時間どろぼうです
カバー下。裏表紙カバー下にミニゲームのようなコーナーとそこへの誘導がある。
上人類図鑑
前の袖。上人類の紹介。イラストはウェイト版タロットカードの大アルカナのパロディ。
しもおとぎ話
後ろの袖。名作童話のパロディ。
エセエヌエス（仮）そーおっしゃるねっと枠
巻末。新聞記事風の作者の雑記。
ルーブル俗物館「虹幻の部」
巻末。読者からの投稿イラストとそれに対する久米田康治の手書きコメント。

### 既刊一覧
久米田康治 『せっかち伯爵と時間どろぼう』講談社〈講談社コミックス〉、全6巻
|   | 巻 | 初版発刊日付   | ISBN              |
| - | -- | -------------- | ----------------- |
| 1 | Ⅰ  | 2014年2月17日  | 978-4-06-395017-5 |
| 2 | Ⅱ  | 2014年5月16日  | 978-4-06-395058-8 |
| 3 | Ⅲ  | 2014年7月17日  | 978-4-06-395131-8 |
| 4 | Ⅳ  | 2014年9月17日  | 978-4-06-395192-9 |
| 5 | Ⅴ  | 2014年12月17日 | 978-4-06-395270-4 |
| 6 | Ⅵ  | 2015年2月17日  | 978-4-06-395323-7 |